# Mikael Josephsen
Mikael Josephsen (født oktober 1961 i Virum) er en dansk forfatter, der både skriver poesi og prosa.
Mikael Josephsen voksede op i Nordsjælland i problemfyldte omgivelser med en far, der var voldelig og psykotisk, og en mor, der var alkoholiker. Som ung var han en talentfuld bordtennisspiller, der blandt andet var med til at blive dansk klubmester. Han kom senere til at leve en omtumlet tilværelse gennem mange år med misbrug af både alkohol og narkotika, inden han kom ud af dette miljø. I stedet debuterede han som digter med samlingen Havet under huden i 1998. Siden er det blevet til flere digte og et par romaner.
Han har modtaget flere legater, bl.a. fra Statens Kunstfond, Statens Litteraturfond og Litteraturrådet.